# Departamentul Cuvette-Ouest
Departamentul Cuvette-Ouest este una dintre cele 12 unități administrativ-teritoriale de gradul I ale Republicii Congo. Are o populație de 72.999 locuitori și o suprafață de 26.6002. Reședința sa este orașul Ewo.

## Subdiviziuni
Această unitate administrativ-teritorială este divizată în 6 districte:
- Etoumbi
- Ewo
- Kéllé
- Mbama
- Mbomo
- Okoyo